# 아라곤주
아라곤 광역자치주는 스페인의 광역자치주로서 스페인 북동부 지방이다. 공식 이름은 코무니다드 아우토노마 데 아라곤(스페인어: Comunidad Autónoma de Aragón)이다. 전체 면적은 47,719 km2이며 2006년 기준 인구는 1,277,471 명에 이른다.
아라곤은 북쪽으로 프랑스, 동쪽으로 카탈루냐 지방, 남쪽으로는 발렌시아 지방와 접한다. 사라고사가 주요 도시이다. 북쪽으로는 산악 지대가 산발적으로 분포하며 계곡지대가 있어 남쪽에 비해 토지가 비옥하다. 아라곤 지방은 총 3개로 구분되며 33개의 소군으로 다시 나뉜다.

## 인구
| 연도        | 인구      | ±%     |
| ----------- | --------- | ------ |
| 1787        | 623,055   | —      |
| 1857        | 880,643   | +41.3% |
| 1900        | 912,711   | +3.6%  |
| 1910        | 952,743   | +4.4%  |
| 1920        | 997,154   | +4.7%  |
| 1930        | 1,031,559 | +3.5%  |
| 1940        | 1,058,806 | +2.6%  |
| 1950        | 1,094,002 | +3.3%  |
| 1960        | 1,105,498 | +1.1%  |
| 1970        | 1,152,708 | +4.3%  |
| 1981        | 1,213,099 | +5.2%  |
| 1991        | 1,221,546 | +0.7%  |
| 2001        | 1,204,215 | −1.4%  |
| 2011        | 1,344,509 | +11.7% |
| 2017        | 1,313,581 | −2.3%  |
| Source: INE |           |        |

2006년 기준 인구 1,277,471 명 중 전체 50.8%가 주도인 사라고사에 살고 있다. 다른 도시 중 유일하게 50,000 명을 넘는 도시는 우에스카뿐이며 피레네산맥 인근의 고원에 위치한다. 19세기 이후 전체 면적이 줄어들고 있는 추세에 있다.
사라고사주가 전체 인구의 71,8 %를 차지하며 뒤를 이어 우에스카주와 테루엘주가 각각 17,1 %, 11,1 %를 차지한다. 스페인 전체에서 두 번째로 인구밀도가 낮아 26,8 km2당 1명에 그친다. 전체에서 가장 인구가 밀집해 있는 곳은 에브로강으로서 사라고사 인근이며 피레네산맥 근처의 지역은 인구가 가장 적다.
만 명이 넘는 도시는 열두 곳이 있으며 그중 네 도시만이 2만 명을 넘는다. 2,000 명 이상의 마을 단위 소도시는 45 곳에 이른다.

## 언어
아라곤 지방 전체에서 스페인어가 통용되며 유일한 공용어이다. 스페인어 외에 거의 대부분의 사람들이 원래의 아라곤어를 사용하며 피레네 계곡 인근에서는 여전히 빈번하게 사용된다.
카탈루냐어도 사용되는데 특별히 카탈루냐 주와 인근에 주에서 많이 쓰인다. 리바고르사 지역에서는 특유의 방언이 쓰이기도 한다.

## 지리
아라곤은 적은 인구가 분포하는 만큼 전체적으로 자연 환경이 야생 그대로 보존되어 있다. 푸른 초원 지대가 나타나다가도 눈으로 산 꼭대기가 덮인 피레네 산맥이 나타나며 건조 평원까지 등장한다. 남쪽에는 덩그라니 언덕만 있는 지대도 있어 그야말로 다양한 지질 환경을 볼 수 있다.

### 지질 구조
피레네산맥 일대는 웅장한 산맥 지대로서 협곡이 나타나고 독수리가 사는 지역이다. 화려한 폭포들과 습지, 스키장도 찾아볼 수 있다. 대표적인 산봉우리로는 피코 데 아네토(Pico de Aneto, 3,404 m)가 있으며, 몬테 페르디도(Monte Perdido, 3,355m), 페르디게로(Perdiguero,3,221 m) 등이 있다.
프랑스와의 국경 지방에 오르데사 국립공원(Ordesa National Park)이 있는데 유럽 전역에서 협곡과 동굴, 얼음 호수로 가장 아름다운 광경을 자랑한다. 공원 내에서는 실로 많은 동식물이 관찰된다. 하계에는 산 나비와 꽃이 만개하여 자연학습장이 되기도 하고 겨울에는 스키어들의 파라다이스로 탈바꿈하기도 한다. 계곡을 넘어가면 로마 시대의 교회를 간직한 전형적인 피레네 산맥형의 마을이 등장하며 발코니에 있는 화분이 상징처럼 여겨진다. 스페인에서 가장 오래된 로마네스크 양식의 성당이 자카라는 마을에 있다.

## 행정 구역
3개의 소자치주로 나뉜다.
- 사라고사 주
- 우에스카 주
- 테루엘 주

## 기후
고도에 따라 기후가 좌우되는 편이다. 아라곤 지방의 중심부에서는 일 년에 200 mm 안팎 정도밖에 비가 오지 않으며 평균 기온은 14-15 ℃이다. 500 m 이상의 고도인 남쪽의 에브로 계곡 일대에서는 평균 기온에서 1-2도가 내려간다. 피레네 산맥 일대는 상당히 추워서 영하로 떨어지는 경우도 많다. 아라곤 지방은 5개의 소기후군으로 나뉜다.

## 같이 보기
- 아라곤어 위키백과